# Dysdera esquiveli
Dysdera esquiveli là một loài nhện trong họ Dysderidae.
Loài này thuộc chi Dysdera. Dysdera esquiveli được miêu tả năm 1986 bởi Carles Ribera & Blasco.